# Amazon Music
Amazon Music is een streaming mediaplatform en online muziekwinkel die eigendom is van het Amerikaanse bedrijf Amazon.

## Beschrijving
Music ging van start als publieke bèta op 25 september 2007 onder de naam Amazon MP3. Het bood ruim 2 miljoen nummers aan van 180.000 verschillende artiesten. In 2008 was het de eerste online muziekwinkel die muzieknummers verkocht zonder digitaal rechtenbeheer (DRM). Vanaf 2011 werd dit beleid echter versoepeld en nummers met toegevoegde metadata verschenen in de online winkel.
In 2019 maakte het platform bekend Music HD te gaan aanbieden; een abonnement waarbij gebruikers muzieknummers in verliesvrije kwaliteit kunnen downloaden.
Begin 2020 had Amazon Music ruim 55 miljoen luisteraars en een catalogus van meer dan 29 miljoen nummers.

## Ontvangst
Amazon Music heeft een geïntegreerde muziekspeler waarmee de gebruiker gekochte muziek kan downloaden en streamen naar een afspeelapparaat. Amazon ontving na de start van deze Cloud Player veel kritiek aangaande de legaliteit ervan, aangezien het bedrijf de dienst zonder goedkeuring van de platenlabels lanceerde. Platenlabels reageerden geschokt op de lancering van de Cloud Player en drongen erop aan dat licenties nodig waren voor dit type dienstverlening. Amazon verklaarde dat hun Cloud Player een toepassing is waarmee klanten hun eigen muziek kunnen beheren en afspelen, en dat hiervoor geen aparte licentie nodig is. 
Technologiewebsite Ars Technica merkte op dat dit "schijnbaar logisch" is, aangezien gebruikers hun eigen muziek uploaden en afspelen, zodat de licenties die gebruikers hebben verkregen bij de oorspronkelijke aankoop van toepassing zijn op de Cloud Player. Ook Techdirt merkte op dat de Cloud Player "mensen gewoon muziekbestanden laat nemen die ze al [hebben], en ze toestaat deze op te slaan en te streamen van internet."